# صنعت آب

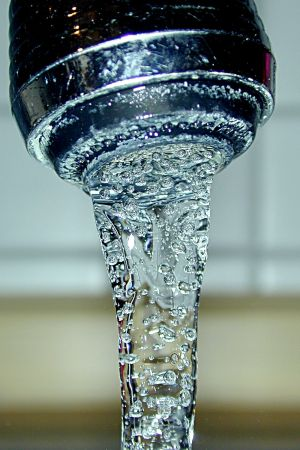
آب آشامیدنی

صنعت آب (انگلیسی: Water industry) خدمات آب آشامیدنی و تصفیه آب (از جمله تصفیه فاضلاب و مدیریت پسماند) را به بخش‌های مسکونی، تجاری و صنعتی اقتصاد ارائه می‌دهد. در اغلب کشورها، بخش خدمات عمومی، شبکه‌های آبرسانی را اداره و مدیریت می‌کنند. صنعت آب شامل تولیدکنندگان و تأمین کنندگان آب بطری نیست، که بخشی از صنعت تولید نوشیدنی می‌باشد و به حوزه صنایع غذایی تعلق دارد.